# حمام قلعه محمود
حمام قلعه محمود مربوط به دوره قاجار  است و در کرمان، خیابان امام خمینی، انتهای بازار قلعه محمود واقع شده و این اثر در تاریخ ۲۵ اسفند ۱۳۷۹ با شمارهٔ ثبت ۳۳۴۱ به‌عنوان یکی از آثار ملی ایران به ثبت رسیده است.